# Peter de Spina II.

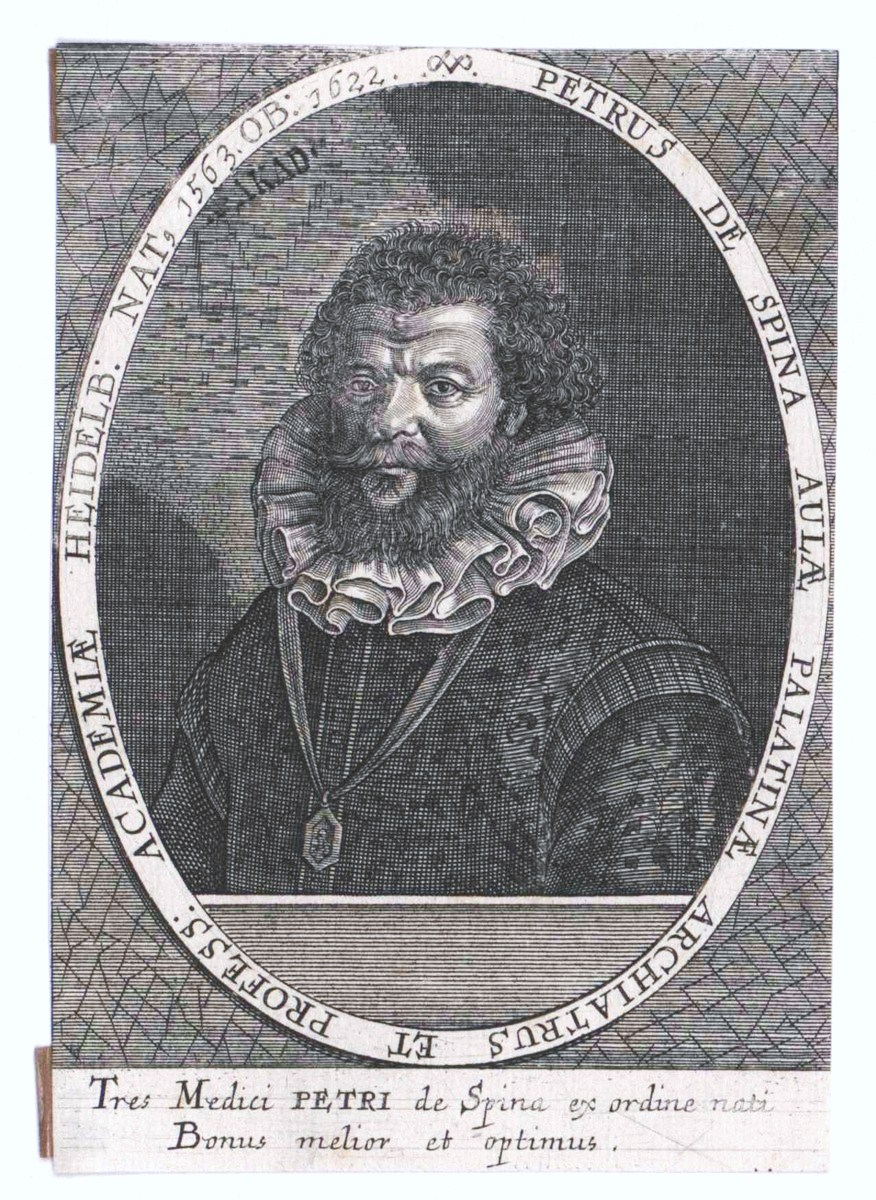
Petrus de Spina

Peter de Spina II., auch Petrus de Spina genannt (* 26. März 1563 in Aachen; † 7. Oktober 1622 in Heidelberg) war Arzt und Professor der Medizin an der Universität Heidelberg sowie Leibarzt mehrerer fürstlicher Personen.

## Herkunft
Peter de Spina entstammt einer alten Hugenottenfamilie aus Armentières in den damaligen Spanischen Niederlanden, die sich anfangs de l’Espine nannte und Mitte des 16. Jahrhunderts vor den spanischen katholischen Truppen des Herzogs Alba über Aachen und später nach Heidelberg geflüchtet war. Seine Eltern waren Peter de Spina I. aus Armentières, später Aachener Stadtphysicus und Leibarzt von König Christian III. von Dänemark und Norwegen und Agnes de Bourgeois.

## Leben und Wirken
Peter de Spina II. studierte ab 1578 zunächst in Basel, ab 1580 in Jena, dann in Paris und ab dem 15. Juni 1585 in Padua. Im Jahr 1587 wurde er mit der Dissertation Kommen Atmung und Verdauung durch willkürliche oder unwillkürliche Bewegungen zustande? in Basel zum Dr. med. promoviert. Nach praktischer Tätigkeit als Arzt in Aachen von 1588 bis 1599, wo er auch Mitglied des reformierten Kirchenrats und Ratsherr war, musste de Spina die Stadt wegen der dortigen Aachener Religionsunruhen verlassen und kam 1599 als Leibarzt des Kurfürsten Friedrich IV. von der Pfalz nach Heidelberg. 1617 wurde er in Heidelberg Dekan der medizinischen Fakultät, zwei Jahre später Rektor. In Heidelberg musste er noch die Belagerung und Einnahme der Stadt durch den Feldherrn Tilly 1622 erleben, worauf er aus Kummer verstarb. Seine letzte Ruhestätte fand er in der Heidelberger Peterskirche. Peter de Spina II. galt als einer der renommiertesten Ärzte seiner Zeit. Sein Heidelberger Wohnsitz ging nach seinem Tod 1622 an seinen Sohn über. Die Vita, die sein Biograf Balthasar Venator 1625 im Auftrag der Witwe und der Söhne verfasste, ist eine wichtige Quelle zur Geschichte Heidelbergs im Dreißigjährigen Krieg.
Ihm und seinem gleichnamigen Sohn ist die Rettung des Universitätsarchivs nach Heilbronn zu verdanken. Von Heilbronn aus gelangte es über Frankfurt am Main nach Frankenthal, bis der Sohn es 1651 persönlich an den Kurfürsten zurückgab. Die Festrede, die der Sohn darüber am 19. Juli 1651 in Heidelberg hielt, wurde noch im gleichen Jahr in Frankfurt gedruckt.
Prominente Patienten von Peter de Spina II. waren unter anderem die Kurfürsten Friedrich IV. und der spätere „Winterkönig“ Friedrich V. wie auch sein Heidelberger Kollege, der berühmte Theologe David Pareus, dem er in seiner letzten Krankheit beistand.

## Familie
Peter de Spina war verheiratet mit Guttha (Agatha) von Pallandt, Tochter des Baron Conrad von Pallandt aus Weisweiler, mit der er mehrere Kinder hatte. Der Sohn Peter de Spina III. wurde ebenso ein angesehener Mediziner wie auch der Enkel Peter de Spina IV. (1630–1689) und wiederum später dessen Sohn Peter de Spina V. (1661–1741), der unter dem Namen von Grooßenhaagen in den Freiherrenstand erhoben wurde. Ein anderer Enkel von Peter II. war der Rechtswissenschaftler und ebenfalls zeitweilige Rektor der Universität Heidelberg Johannes de Spina.